# SS Southern Cross (1886)
SS Southern Cross  foi um veleiro norueguês do tipo escuna foi utilizado como navio baleeiro que operava principalmente na Noruega, Terra Nova e Labrador. Foi nomeado inicialmente como Pollux.

## Expedição Southern Cross
A embarcação foi adaptada e transformada para servir como meio de transporte em expedições polares. A embarcação foi utilizada na expedição conhecida como Expedição Southern Cross.
O navio foi perdido no mar quando voltava da caça às focas em 31 de março de 1914, matando todos os 174 homens a bordo na mesma tempestade que matou 78 tripulantes do SS Newfoundland.